# .bn
.bn este un domeniu de internet de nivel superior, pentru Brunei Darussalam (ccTLD).